# Орунги, Мохамад
Мохамад Орунги (англ. Mohamad Orungi; род. 26 ноября 1962) — кенийский боксёр, представитель средних весовых категорий. Выступал за национальную сборную Кении по боксу в конце 1980-х годов, чемпион Всеафриканских игр, победитель и призёр турниров международного значения, участник летних Олимпийских игр в Сеуле. В 1994—2007 годах боксировал также на профессиональном уровне, но без особого успеха.

## Биография
Мохамад Орунги родился 26 ноября 1962 года.

### Любительская карьера
Первого серьёзного успеха на взрослом международном уровне добился в сезоне 1987 года, когда вошёл в основной состав кенийской национальной сборной и выступил на домашних Всеафриканских играх в Найроби, где одержал победу в зачёте первой средней весовой категории. Также в этом сезоне взял бронзу на Кубке мира в Белграде, уступив на стадии полуфиналов советскому боксёру Виктору Егорову.
Благодаря череде удачных выступлений удостоился права защищать честь страны на летних Олимпийских играх 1988 года в Сеуле. Уже в стартовом поединке категории до 71 кг досрочно во втором раунде потерпел поражение от аргентинца Аполинарио Сильвейры и сразу же выбыл из борьбы за медали.
После сеульской Олимпиады Орунги ещё в течение некоторого времени оставался в составе боксёрской команды Кении и продолжал принимать участие в различных международных турнирах. Так, в 1989 году он принял участие в матчевой встрече со сборной Канады в Найроби, уступив в рамках первого среднего веса канадскому боксёру Кёртису Хатчу.

### Профессиональная карьера
Покинув расположение кенийской сборной, в 1994 году Мохамад Орунги начал карьеру профессионального боксёра. Первое время выступал на территории Танзании, выходил на ринг против танзанийских проспектов Рашида Матумлы (8-0) и Джозефа Марвы (5-0), но обоим проиграл.
В октябре 1997 года уступил по очкам представителю Дании Лоленге Моку (15-0).
В сентябре 1999 года оспаривал вакантный титул чемпиона Континентальной Африки во второй полусредней весовой категории по версии Международной боксёрской федерации (IBF) — потерпел поражение нокаутом от претендента из Танзании Манено Освальда.
В декабре 2006 года завоевал вакантный титул чемпиона Кении во втором среднем весе, выиграв у непобеждённого соотечественника Самсона Онианго (10-0).
Завершил спортивную карьеру в 2007 году. В общей сложности провёл на профи-ринге 15 боёв, из них 6 выиграл (в том числе 3 досрочно) и 9 проиграл.